# 王浣尘
王浣尘（1933年—），男，上海人，中国系统工程专家，曾任上海交通大学教授、博士生导师，中国系统工程学会常务理事。